# Laurel und Hardy: Die Wüstensöhne
Die Wüstensöhne ist eine US-amerikanische Filmkomödie aus dem Jahre 1933 mit dem Komiker-Duo Laurel und Hardy in den Hauptrollen. Der Film wurde 1933 gedreht und erlebte seine Uraufführung am 29. Dezember 1933, in Deutschland startete er am 26. Oktober 1934 in den Kinos.
Der Film lief in den USA auch unter dem alternativen Titel Fraternally Yours. Im deutschen Kino und Fernsehen bekam er die alternativen Titel Dick und Doof – Die Wüstensöhne, Die Wüstensöhne oder Hilfe, wir sind ertrunken, in Österreich auch Abenteuer in Honolulu. Im deutschen Fernsehen lief der Film auch als Infame Lügner.

## Handlung
Stan Laurel und Oliver Hardy sind Mitglieder der Freimaurerloge Die Wüstensöhne (englisch: „Sons of the Desert“, der Club ist eine Anspielung auf die Shriners). Sie verpflichten sich auf einem Vereinstreffen unter strengem Eid, am Jahrestreffen der Loge in Chicago teilzunehmen. Beide müssen sich allerdings gegen ihre Ehefrauen durchsetzen: Stans Ehefrau ist passionierte Jägerin, Olivers Ehefrau ist ein streitsüchtiger Hausdrachen, welcher bei Wutanfällen gerne mit Tellern und Vasen um sich wirft. Während Stans Ehefrau zustimmt, lehnt Mrs. Hardy ab. Deshalb ersinnen Stan und Ollie eine List: Ein von Stan angeworbener Arzt (bei dem es sich versehentlich um einen Tierarzt handelt), bescheinigt Ollie ein Doppeldackeldelirium (orig. Double Canus Delirious) und verordnet ihm eine Seereise nach Honolulu. Da Ollies zur Seekrankheit neigende Ehefrau ihn dabei nicht begleiten kann und eigentlich eine Bergwanderung mit ihm vorgesehen hatte, bietet Stan an, Ollie zu begleiten. Tatsächlich fahren die beiden natürlich zum Jahrestreffen nach Chicago, während ihre Frauen sie auf Hawaii wähnen. 

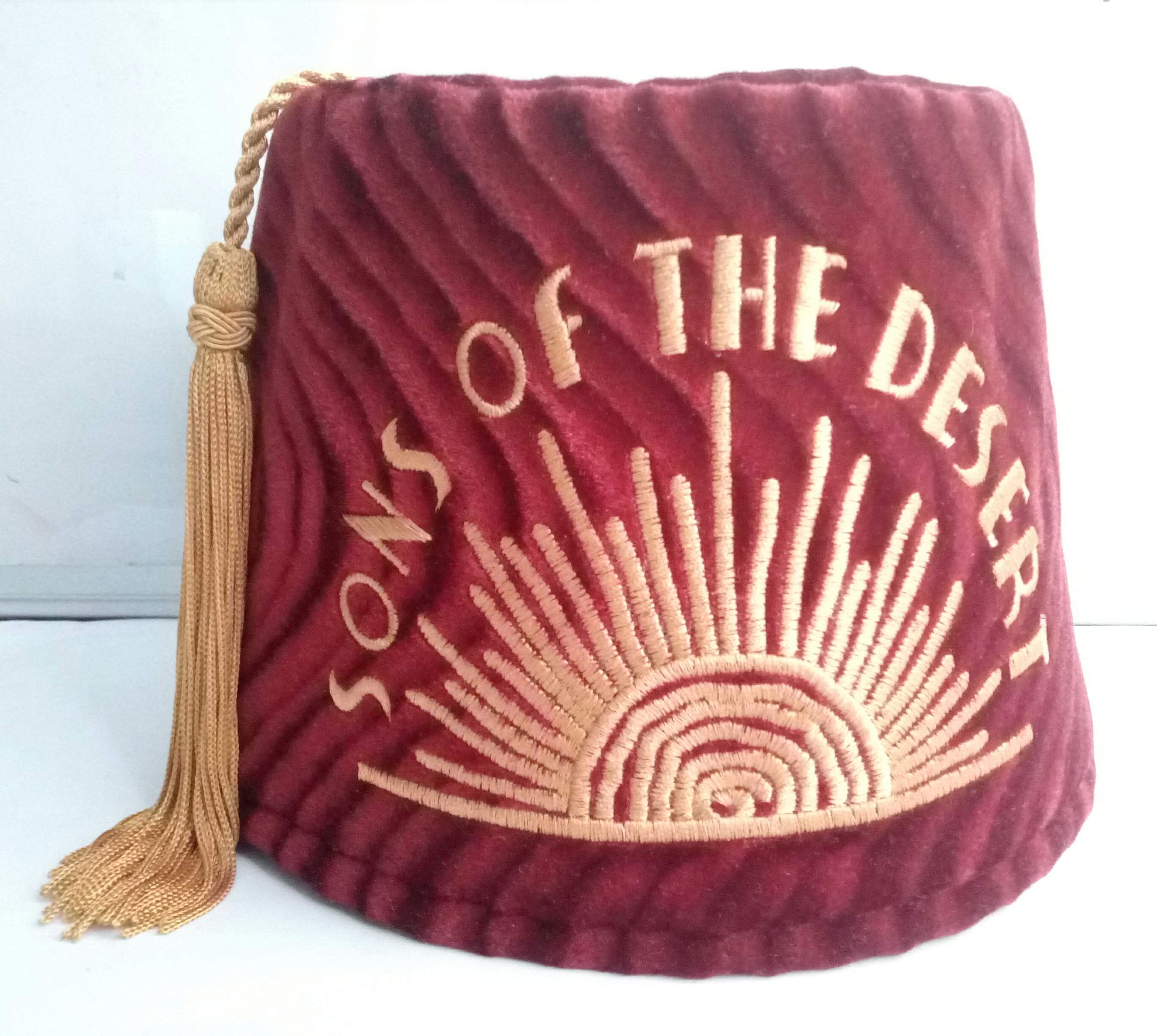
Ein Fes der Loge Sons of the Desert/Die Wüstensöhne

Auf dem Jahrestreffen wird das Lied „Honolulu Baby“ gesungen, und Stan und Ollie lernen den Partygast Charley kennen, der erzählt, dass eine Schwester von ihm auch in Los Angeles lebe. Charley macht mit den beiden einen Anruf bei der Schwester, doch Ollie legt bestürzt auf, als sie sich als Mrs. Hardy entpuppt. Zwischenzeitlich erreicht die beiden Ehefrauen die Nachricht, dass das Schiff, mit dem Stan und Ollie aus Hawaii zurückkehren sollten, gesunken ist. Als sie aus Chicago heimkommen, sind die besorgten Ehefrauen im Kino und sehen sich die Wochenschau an. Dort wird ein Bericht über das Chicagoer Treffen gezeigt, in dem Stan und Ollie fröhlich in die Kamera winken. Die Ehefrauen finden so heraus, dass sie belogen wurden, und beginnen einen Wettstreit, wer den besseren Ehemann hat – nämlich der Ehemann, welcher als erster die Wahrheit sagt.
Stan und Ollie verstecken sich auf dem Dachboden, doch die Ehefrauen hören sie und gehen ebenfalls auf den Dachboden. Die beiden flüchten in Schlafanzügen im strömenden Regen aufs Dach, wo sie von einem Streifenpolizisten entdeckt werden. Als sie schließlich im Haus bei ihren Ehefrauen landen, kommen sie in Erklärungsnot und verstricken sich in absurde Ausreden. So behaupten sie, sie hätten es per Schiffsanhalter (original Ship-Hiking) geschafft, noch vor den Rettungsschiffen zurückzukommen. Während Ollie behauptet, die Wahrheit zu sagen, hält Stan der Lügengeschichte schließlich nicht stand. Er wird dafür von seiner Ehefrau fürstlich belohnt, da sie hierdurch die Wette mit der Freundin gewonnen hat. Der in der Lüge verharrende Ollie bekommt dagegen die Rache seiner Ehefrau zu spüren und wird von ihr mit Geschirr beworfen.

## Hintergründe

Anzeige für den Film in der Ludwigsburger Zeitung aus dem Jahre 1935

Eine ähnliche Geschichte, die zur Grundlage für diesen Film wurde, hatten Stan Laurel und Oliver Hardy bereits in ihrem 1928 erschienenen Kurzfilm Laurel und Hardy: Im Strudel der Gosse unter der Regie von Leo McCarey dargestellt. In diesem Fall gaben sie vor, ein Theater besucht zu haben, das an diesem Abend jedoch abbrannte. Das Motiv der von matriarchalischen und xanthippischen Ehefrauen beherrschten Pantoffelhelden, die sich mit Lügen und Ausreden dem Zorn ihrer Frauen entziehen wollen, findet sich allerdings in vielen Filmen des Duos.
Ty Parvis singt in der Kneipe in Chicago das Lied Honolulu Baby, welches von Marvin Hatley geschrieben wurde. Ebenso schrieb Hatley das Lied We Are The Sons of Desert für den Film. Auch das im englischsprachigen Raum sehr berühmte Lied Auld Lang Syne wird in der Anfangsszene bei der Versammlung gesungen.
Bei dem Partygast, der sich als Ollies Schwager entpuppt, handelt es sich um einen Cameo von Charley Chase, einem damals ebenfalls sehr beliebten Slapstick-Komiker, der bei Hal Roach vor allem in diversen Kurzfilmen zu sehen war. Laurel und Hardy übernahmen im selben Jahr als Ausgleich auch einen Gastauftritt in Chases Komödie On the Wrong Trek.
Die damals noch unbekannten späteren Stars Robert Cummings und Ellen Corby haben nicht in den Credits erwähnte Nebenrollen als Schiffssteward bzw. Gast am Nachbartisch von Charley.

## Synchronisation
Insgesamt gibt es vier deutsche Fassungen.
- Der Film wurde unter dem Titel Dick und Doof – Die „Wüsten“Söhne 1934 erstmals im Deutschen Reich veröffentlicht. Diese Fassung ist jedoch verschollen und die damaligen Synchronsprecher sind nicht mehr bekannt. Diese Fassung wurde in der MGM-Synchronabteilung erstellt, das Buch schrieben Siegfried Schmidt und Paul Mochmann. Es handelt sich um eine der ersten Synchronisationen eines Laurel-und-Hardy-Films.[4]
- Hilfe, wir sind ertrunken (in Österreich: Honolulu Baby) ist der Titel der zweiten Synchronfassung, die 1950 bei Thurnau-Film in West-Berlin erstellt wurde. Das Buch schrieb Erwin Bootz, der auch Stan Laurel synchronisierte. Alfred Haase sprach Oliver Hardy und Kurt Pratsch-Kaufmann wurde als Charley engagiert. Diese Fassung wurde am 22. Dezember 1950 uraufgeführt.[4]
- Die dritte Fassung mit dem Titel Die Wüstensöhne wurde 1965 von der Berliner Synchron erstellt und am 26. November 1965 erstmals gezeigt. Werner Schwier schrieb die Dialoge. Mit Walter Bluhm und Arno Paulsen für Stan und Ollie wurden für deren Synchronisation die wohl bis heute bekanntesten Stimmen  engagiert. Außerdem sprechen Ingeborg Wellmann die Rolle der Mrs. Hardy, Ruth Scheerbarth die Mrs. Laurel[5] und Gerd Martienzen Charley.[4]
- 1975 wurde der Film unter dem Titel Wüstensöhne für die ZDF-Sendung Lachen Sie mit Stan und Ollie erneut bearbeitet; für Stan sprach wieder Walter Bluhm und für Ollie Michael Habeck. Charley wurde von Horst Gentzen gesprochen. Die Fassung entstand bei der Beta-Technik in München; Dialogbuch und Dialogregie lagen in den Händen von Wolfgang Schick. Theo Lingen sprach eine kurze Einleitung.[4]

| Darsteller         | Rolle                      | 1950                  | 1965              | 1975                |
| ------------------ | -------------------------- | --------------------- | ----------------- | ------------------- |
| Stan Laurel        | Stan                       | Erwin Bootz           | Walter Bluhm      | Walter Bluhm        |
| Oliver Hardy       | Ollie                      | Alfred Haase          | Arno Paulsen      | Michael Habeck      |
| Mae Busch          | Mrs Hardy                  | Friedel Schuster      | Ingeborg Wellmann | Marianne Wischmann  |
| Dorothy Christy    | Mrs Laurel                 | Elfe Schneider        | Ruth Scheerbarth  | Rose-Marie Kirstein |
| Charley Chase      | Charley, Mrs Hardys Bruder | Kurt Pratsch-Kaufmann | Gerd Martienzen   | Horst Gentzen       |
| John Elliot        | Vorsitzender               | Erich Dunskus         | Paul Wagner       | n.n.                |
| Lucien Littlefield | Dr. Meddick                | n.n.                  | Franz Otto Krüger | Leo Bardischewski   |

## Rezeption
Die Wüstensöhne erhielt überwiegend positive Kritiken und wird als einer der besten Spielfilme von Laurel und Hardy gesehen. Der amerikanische Filmautor William K. Everson schrieb: „Sons of the Desert … ist … eine durch und durch frische und ergötzliche Comedy und mit Sicherheit der beste und subtilste ihrer Langfilme. Die Komik wird hauptsächlich aus Situationen und Charakteren entwickelt, der reine Slapstick beschränkt sich auf einzelne Gags... Die Story ist im Grunde sehr dünn, aber Seiter macht das Optimale aus jedem Gag, ohne einen einzigen über Gebühr zu melken.“ Das Lexikon des internationalen Films war ebenfalls positiv eingestellt: „Ein turbulenter Grotesk-Film mit bemerkenswerten Gags und einer Fülle köstlicher Einfälle, die das Komiker-Duo erfinderisch zu entfesseln weiß.“
Das American Film Institute platzierte den Film in seiner Liste der 100 besten amerikanischen Komödienfilme auf Platz 96. Es ist der einzige Film von Laurel und Hardy in dieser Liste.  Auch der Satz „Well, here's another nice mess you've gotten me into!“ („Da hast du mich ja wieder in ein schönes Schlamassel hineingezogen!“) schaffte es 2005 in eine Liste des American Film Institute, nämlich auf Platz 60 der besten amerikanischen Filmzitate aller Zeiten. 2012 wurde der Film in die Liste der im National Film Registry verzeichneten Filme aufgenommen.
Die 1965 gegründete weltweit größte Laurel und Hardy-Fanorganisation Sons of the Desert benannte sich nach dem Film und ist wie die Loge im Film im Stile einer Freimaurerloge mit weltweiten Ablegern organisiert.